# Chiesa di San Fermo Maggiore
La chiesa dei Santi Fermo e Rustico, meglio conosciuta con il nome di chiesa di San Fermo Maggiore, è un luogo di culto cattolico che sorge nel centro storico di Verona; si tratta di una chiesa parrocchiale facente parte del vicariato di Verona Centro nell'omonima diocesi.
Tre chiese si susseguono nel corso dei secoli: nelle fondamenta si possono leggere le tracce di una chiesa forse del V secolo, epoca che si contraddistingue per il culto dei martiri Fermo e Rustico, cui la chiesa è dedicata; la chiesa inferiore, benedettina, che propone ancora una suggestiva spiritualità grazie all'alternarsi di grandi zone d'ombra e spazi di luce soffusa, proveniente da piccole feritoie verticali, creando le condizioni ideali per il raccoglimento e la riflessione tipici dell'epoca romanica; la chiesa superiore, francescana, un grande spazio ad aula destinato a raccogliere grandi folle di fedeli che doveva contraddistinguersi per una generale sobrietà conforme allo stile di vita dei frati, dove nel tempo si sono però sovrapposte numerose trasformazioni e aggiunte.

## Storia

### Il martirio dei santi Fermo e Rustico
Vi sono diverse narrazioni riguardanti la vita dei santi Fermo e Rustico; una di queste vuole che, dopo essere stati arrestati in seguito alle persecuzioni dell'inizio del IV secolo, furono condotti a Verona dove vennero torturati e decapitati in riva all'Adige il 9 agosto del 304 d.C. Si racconta che i corpi fossero stati lasciati insepolti e, successivamente, portati e venerati presso le fiorenti comunità cristiane dell'Africa settentrionale, nei pressi di Cartagine, e da lì trasportati prima a Capodistria e poi a Trieste. Sul luogo del martirio, che avvenne nei pressi di dove oggi sorge ponte Aleardi, la devozione popolare condusse a costruire una prima chiesa in loro onore (V secolo-VI secolo), anche se le prime tracce documentate di questo edificio risalgono all'VIII secolo. Sempre secondo tale racconto, le reliquie dei due martiri fecero il loro ritorno a Verona nel 755 o nel 765, grazie ad alcuni mercanti che le riscattarono dopo che il vescovo Annone profetizzò che la grave siccità che a quel tempo affliggeva la città sarebbe terminata una volta che i corpi di Fermo e Rustico sarebbero stati ricondotti sul luogo del loro assassinio.
A seguito di una solenne cerimonia le reliquie vennero poste in un'arca sotterranea collocata in un edificio, nel 775 sicuramente già esistente, ove oggi sorge la chiesa di San Fermo Maggiore. Antichi documenti raccontano che i resti dei due martiri vennero traslati «non longe extra muros civitatis, in Basilica quae a priscis temporibus in eorum honorem fuerat constructa». A Verona fu l'inizio dell'affermazione del culto dei due santi, che portò alla fondazione di numerose chiese a loro dedicate, diverse delle quali scomparvero nel corso dei secoli.

### La controversia tra benedettini e francescani nel basso medioevo

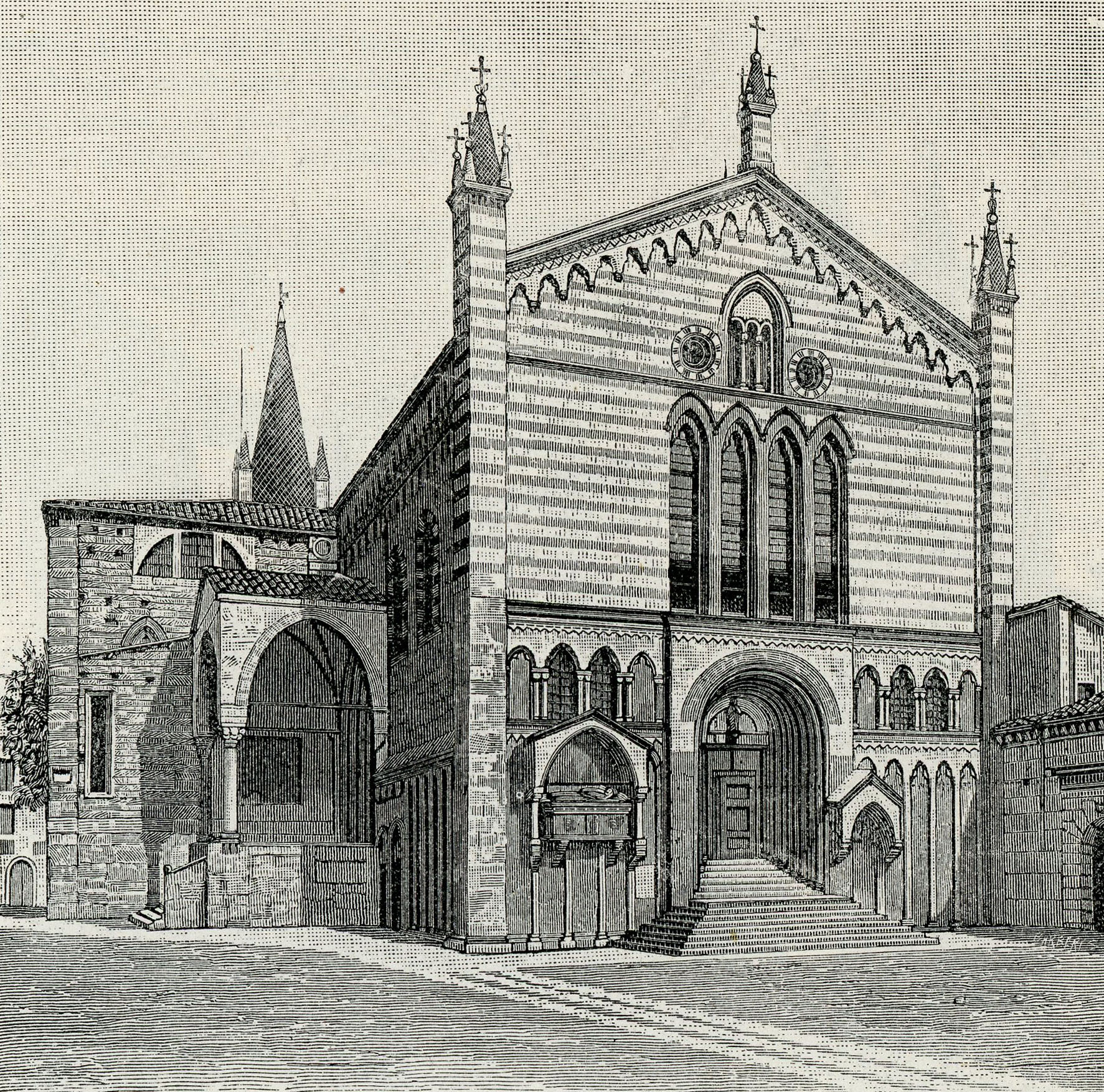
La chiesa in una xilografia del 1903 di Giuseppe Barberis

Poco si conosce dell'edificio che dall'VIII secolo ospitò le sacre reliquie dei martiri. I primi documenti che attestano la presenza dei monaci benedettini a officiare nella chiesa risalgono all'XI secolo e pure lo storico Jean Mabillon ha proposto che l'ordine di San Benedetto guidasse San Fermo Maggiore fin dal XI secolo. In ogni caso furono proprio loro, tra il 1065 e il 1143, a ristrutturare completamente il complesso e a costruire le due chiese in stile romanico: la prima, detta "inferiore", per conservare le reliquie che aveva collocato Annone; l'altra, "superiore", per le celebrazioni eucaristiche più popolari e affollate. Inoltre diedero inizio alla costruzione del campanile, che però venne terminato solo intorno al XIII secolo.
A partire dai primi anni del Duecento i benedettini di San Fermo vissero un periodo critico. Dal 1232, infatti, i ben più numerosi francescani, nel frattempo stabilitisi lontano dalla città e quindi impossibilitati a svolgere con la voluta efficienza la cura delle anime, iniziarono a chiedere di potersi stabilire nel convento di San Fermo: la controversia che ne seguì si protrasse per oltre trent'anni. A prendere le parti dei francescani fu per primo papa Innocenzo IV che il 10 maggio 1248 chiese al vescovo di Verona lo scambio dei due monasteri, tuttavia non venne ascoltato. L'anno successivo, l'11 aprile, il vescovo di Verona dispose ufficialmente il passaggio del convento di San Fermo a fra Giacomo dei frati minori, tuttavia anche questa volta la decisione non sortì effetti poiché il vescovo si trovava in cattività a Venezia, nel palazzo Patriarcale di Rialto, a seguito di un suo scontro con Ezzelino III da Romano.
Dopo un'ulteriore pressione da parte del papa Alessandro IV, il quale perorò la richiesta dei francescani in un sollecito inviato il 3 agosto 1259 al vescovo di Treviso, nel 1260 i pochi benedettini rimasti nel convento si arresero e, guidati dal loro abate Valerio, si stabilirono presso San Fermo Minore. L'anno successivo i francescani poterono finalmente entrare nel loro ambito monastero, di cui poterono disporre non solo degli edifici che lo componevano, ma anche delle rendite e dei beni annessi.
Il passaggio ai francescani segnò un nuovo capitolo della storia edificatoria dell'edificio che portò alla ricostruzione della chiesa superiore nelle forme attuali. Fondamentale per questi lavori furono le elargizioni da parte dei fedeli e in particolare quella di Guglielmo da Castelbarco, amico di Cangrande I della Scala e del priore fra Daniele Gusmerio. L'intervento del signore di Castelbarco e di fra Daniele furono tanto importanti che le loro effigi furono dipinte ad affresco sull'arco trionfale della chiesa superiore.

### Epoca moderna

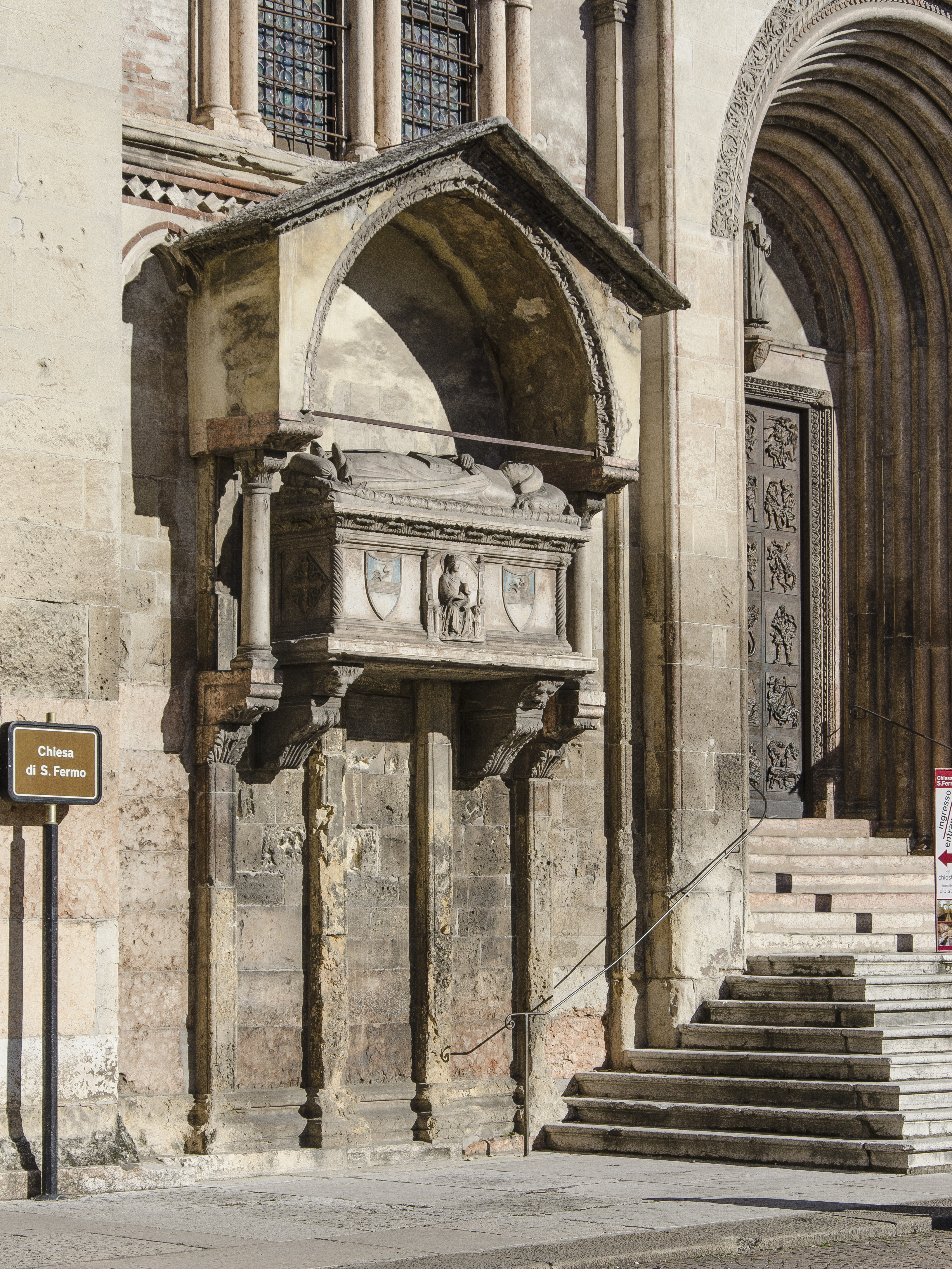
L'arca di Aventino Fracastoro.

Con la protezione degli Scaligeri, la chiesa di San Fermo andò ad acquistare sempre più il favore della popolazione, tanto che ben presto divenne uno dei luoghi sacri più richiesti dalle illustri famiglie cittadini ove seppellire i propri congiunti. Nel 1268 le spoglie del medico Aventino Fracastoro vennero collocate in un sarcofago posto sulla facciata della chiesa; successivamente trovarono posto, all'interno o all'esterno, anche quelli del giudice Barnaba da Morano, della famiglia Nichesola, del giurista Bernardo Brenzoni, dello speziale Francesco Calceolari, di Torello Saraina e della famiglia Alighieri. Per celebrare l'impegno del medico Francesco Pona in occasione della terribile peste del 1630 venne realizzato un suo busto conservato all'interno. Anche due importanti corporazioni cittadine, quella dei falegnami e fabbri e quella dei barcaioli, eressero i propri altari all'interno della chiesa di san Fermo
Nel 1757 l'ennesima violenta inondazione dell'Adige danneggiò il complesso e in particolare la chiesa inferiore, costringendo i religiosi a traslare le reliquie dei santi titolari nella chiesa superiore, dove vennero definitivamente sistemate nell'altare maggiore, al riparo dal ripetersi di tali eventi.

### Dall'occupazione napoleonica al XXI secolo

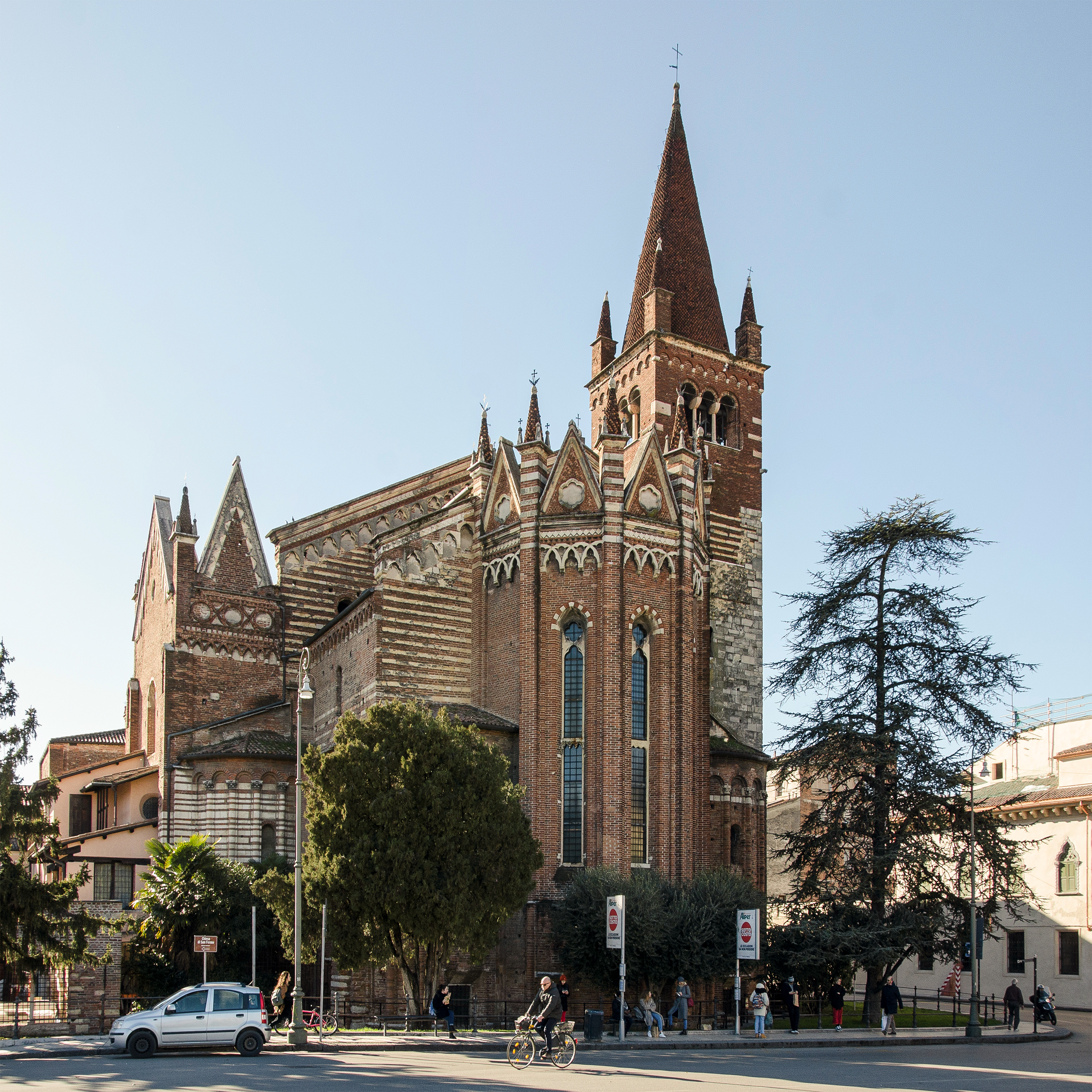
Il retro della chiesa

Alla fine del secolo, l'occupazione francese obbligò i monaci di San Fermo ad alienare o ipotecare i fondi da cui traevano profitto affinché i ricavati potessero essere impiegati per sostenere la guarnigione cittadina. Ma la situazione peggiorò ulteriormente pochi anni più tardi quando, il 30 agosto 1807, i francescani del convento furono costretti ad abbandonare la chiesa per ritirarsi in Santa Maria della Scala; San Fermo Maggiore divenne proprietà del Demanio e affidata al clero secolare, diventando una parrocchia diocesana. Le spoliazioni conseguenti all'occupazione danneggiarono anche San Fermo, dove venne sottratto un crocifisso ligneo, collocato sopra il tornacoro, e dei bassorilievi in bronzo opera di Andrea Briosco, detto "il Riccio", oggi conservati al museo del Louvre.
Nel 1879 un forte uragano danneggiò gravemente il tetto mentre le acque dell'Adige tornarono ad infliggere danni nella chiesa inferiore durante la catastrofica inondazione del 1882. Tra il 1907 e il 1912, grazie all'interesse del sovrintendente Alessandro da Lisca, vennero abbattute alcune case che erano state addossate agli absidi della chiesa negli anni precedenti. Dal 1905 al 1909 furono eseguiti notevoli lavori di restauro; le absidi furono sgomberate da costruzioni che erano state addossate nei secoli precedenti.
Nella fasi finali della seconda guerra mondiale, un bombardamento sulla città di Verona avvenuto il 2 febbraio 1945 ha provocato un incendio della chiesa che, tuttavia, ha miracolosamente risparmiato il prezioso soffitto ligneo che ha riportato solo lievi danni.Terminata la guerra, il complesso venne sottoposto ad una ristrutturazione e, a partire dal Natale del 1946, la chiesa inferiore è stata riaperta al culto. La chiesa superiore, invece, andò incontro a lavori più complessi che compresero anche il rifacimento della pavimentazione con pietre provenienti dalle cave di Prun e la posa di nuove vetrate, finirà nel 1960. Due anni più tardi vennero terminati anche i lavori di ripristino del chiostro e degli annessi, per il termine del restauro degli affreschi interni della chiesa superiore si dovette aspettare il 1965.
Nel 2018 è stata ritrovata nel chiostro della chiesa una tomba, probabilmente del gran maestro templare Arnau de Torroja, morto a Verona nel 1184.

## Descrizione

### Esterno

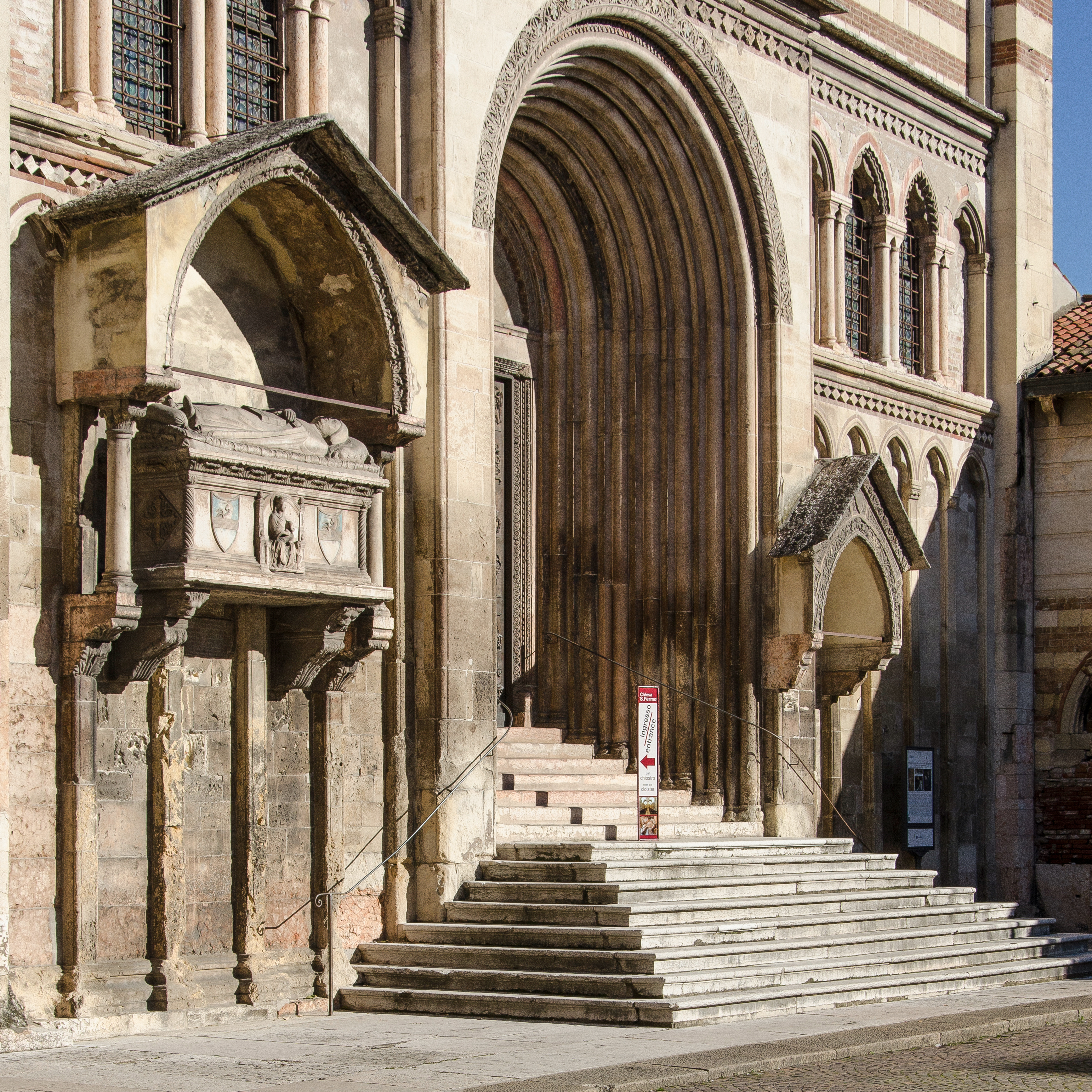
L'arca di Aventino Fracastoro a sinistra, il portale d'ingresso al centro e il protiro che proteggeva l'arca di Giovanni da Tolentino, a destra

La facciata della chiesa, a capanna, è orientata verso occidente e suddivisa in due fasce: la parte inferiore di epoca romanica, arricchita dai francescani con lesene terminanti in archetti, finestre ogivali e cornici, in modo che si armonizzasse con la parte superiore, che venne invece ricostruita in epoca gotica. La differenza è palesata dai materiali utilizzati che sono la pietra per la parte inferiore del prospetto, e i corsi di mattoni di laterizio alternati ai corsi di conci di tufo per quella superiore di epoca gotica. Centralmente si apre un grande portale d'ingresso strombato a cui si accede tramite un'alta scalinata, decorato da una porta bronzea opera di Luciano Minguzzi, che si caratterizza dalla presenza di 24 formelle raffiguranti le storie dei santi Fermo e Rustico; sulla sinistra del portale si trova l'arca di Aventino Fracastoro, medico e amico di Cangrande I della Scala, mentre sulla destra trovo posto il protiro che proteggeva l'arca di Giovanni da Tolentino, medico del XV secolo. Sopra l'ingresso si trovano una serie di quattro alte monofore trilobate, sovrastate da una trifora e due oculi, che insieme ad altre quattro finestrature che si trovano ai due lati del portale, illuminano l'interno della chiesa. In alto, a coronare la facciata, si trova una cornice ad archetti pensili trilobati mentre a incorniciarla, ai lati, due paraste terminanti con due pinnacoli; in cima alla cuspide un ulteriore pinnacolo che da maggiore slancio verticale al prospetto.

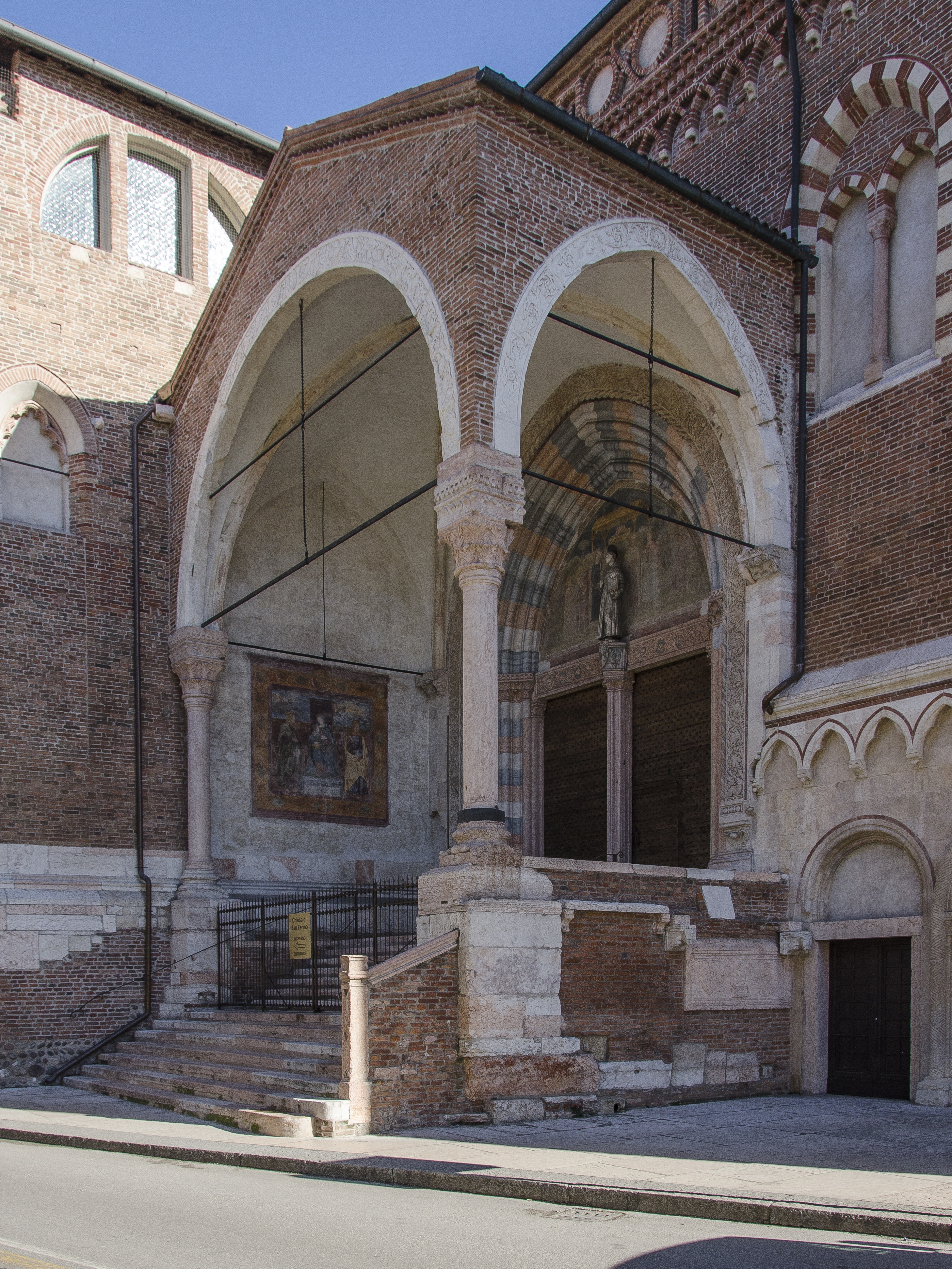
Il portale d'ingresso laterale, protetto da un ampio protiro voltato

Gli altri prospetti sono coronati da archetti pensili e pinnacoli che infondono un aspetto gotico ai vari volumi in cui si articola la chiesa: suggestive in particolare le absidi che dominano il retro del complesso, con lo sviluppo poligonale dell'abside che ospita il presbiterio esaltato dai contrafforti angolari, e le absidi minori scandite da lesene e arcatelle cieche. Lungo il fianco nord si apre un ingresso secondario raggiungibile tramite un'alta scalinata, composto da un portale biforo con architrave decorata da foglie e fiori scolpiti, racchiuso entro un arco ogivale strombato e protetto da un ampio protiro voltato.
Il campanile, che si erge lungo il fianco nord del presbiterio, venne iniziato nel XII secolo dai benedettini, sopraelevato in quello successivo e rinnovato e terminato nel XIV secolo dai francescani. A pianta quadrata, presenta un fusto massiccio edificato in parte in mattoni di laterizio e in parte in conci di pietra calcarea, sormontato da una cella campanaria in cui si aprono quattro trifore. La torre è coronata da quattro pinnacoli e da una copertura conica.

### Interno

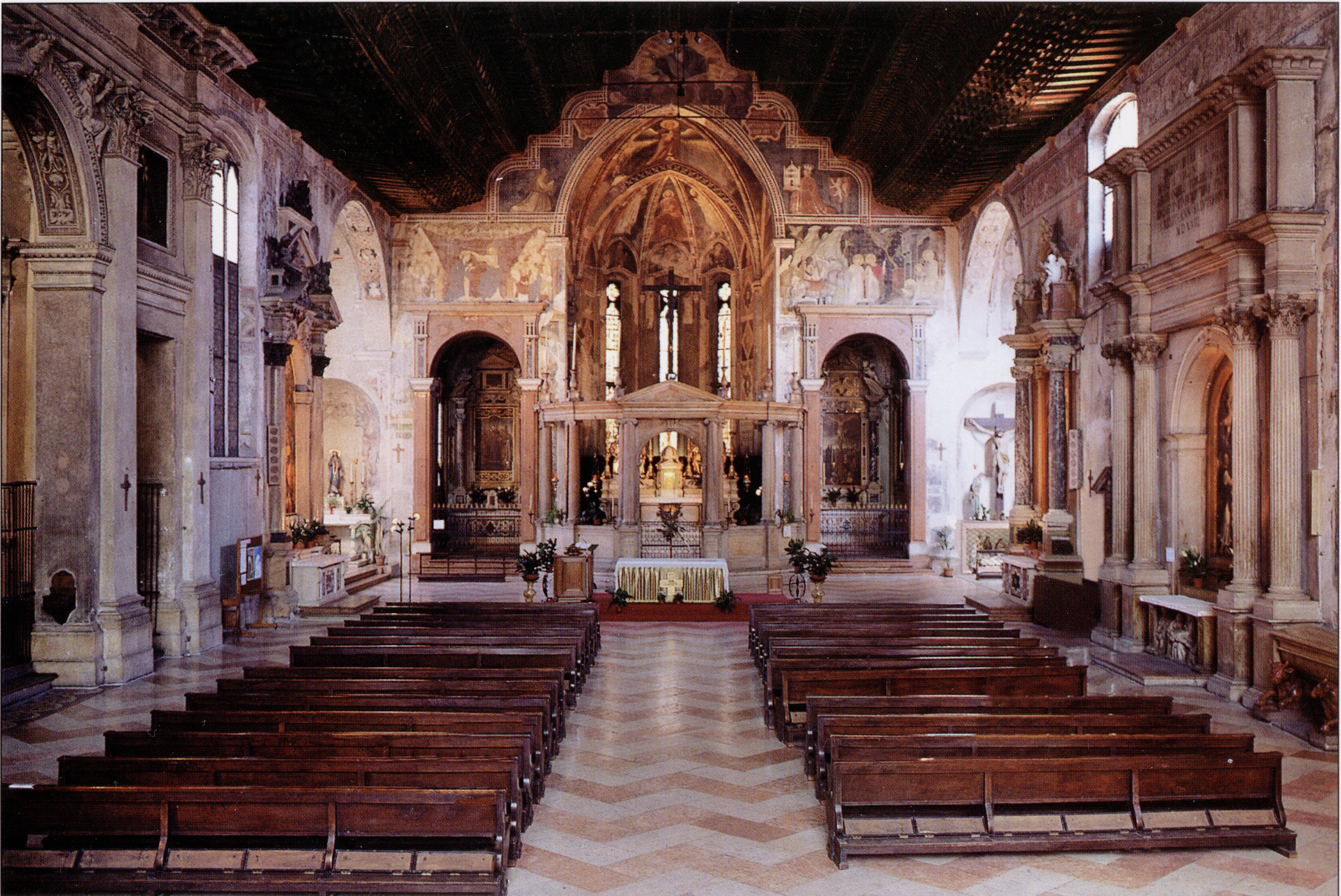
L'interno della chiesa superiore

La cosiddetta "chiesa superiore" presenta una pianta ad aula unica rettangolare, contraddistinta da uno sviluppo marcatamente longitudinale. Il presbiterio, rialzato di tre gradini, è separato dall'aula mediante un tornacoro semicircolare, mentre dall'altro lato si conclude con un'ampia abside poligonale a cinque lati. Singolare la copertura dell'aula, con un controsoffitto ligneo a carena di nave rovesciata, pentalobata, sostenuta da tre ordini di mensole e collegata mediante tiranti in ferro a un sistema di sedici capriate lignee, dotate però di catene metalliche anziché in legno. Questa struttura di copertura è inoltre decorata da due "gallerie di Santi" composte da 416 dipinti su tavoletta del XIV secolo, inserite all'interno di archetti trilobati. Differente la copertura del presbiterio, il quale è sovrastato da una volta a crociera in muratura, decorata con affreschi che raffigurano i simboli dei quattro Evangelisti; il catino absidale è invece suddiviso in cinque spicchi affrescati nel XIV secolo.

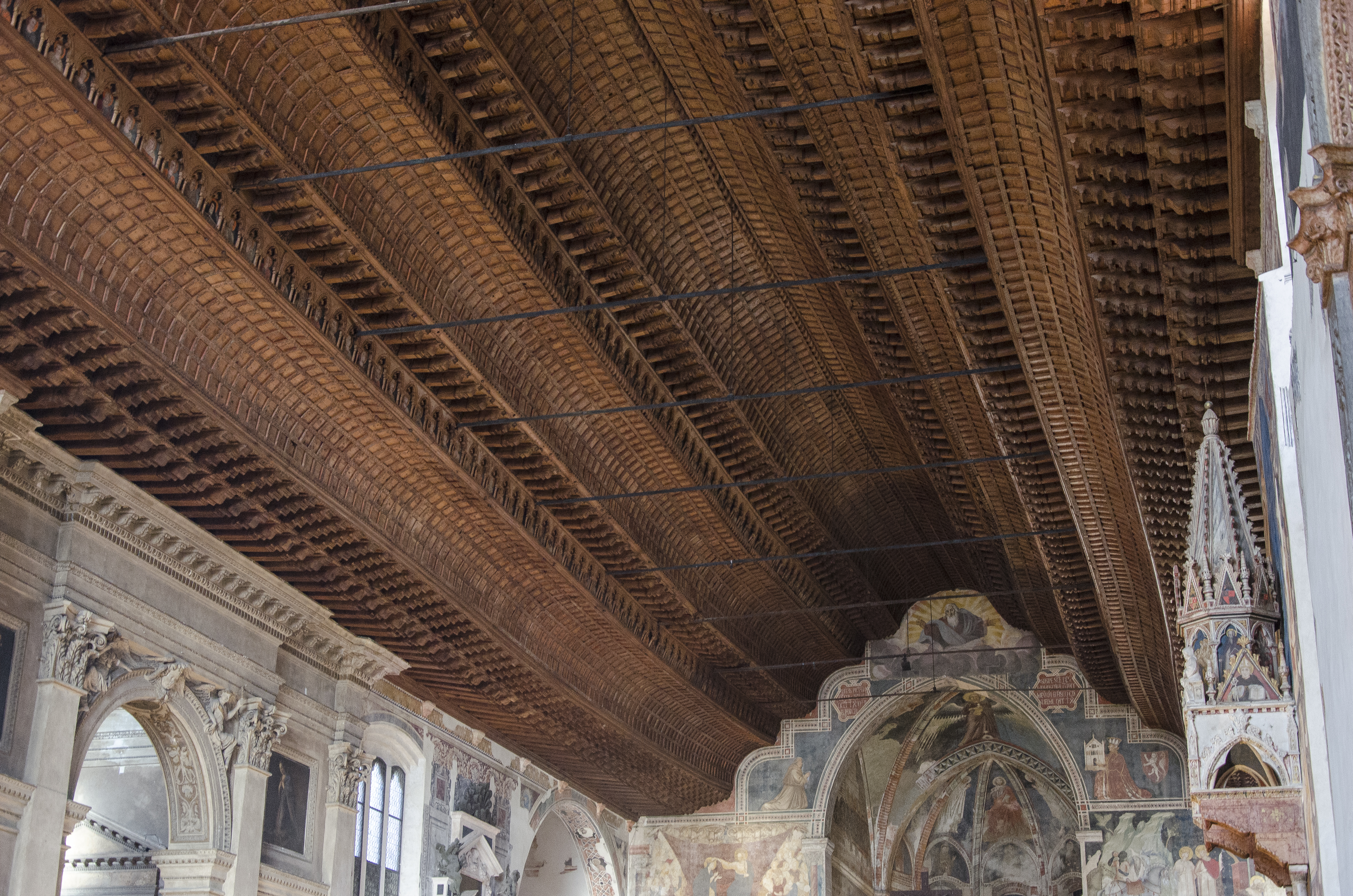
Dettaglio del controsoffitto ligneo che copre la chiesa superiore

Numerose sono le cappelle e gli altari che si trovano nello spazio plebano. Sulla destra del presbiterio si apre la cappella della Passione di Gesù, mentre sul lato sinistro la cappella di Sant'Antonio. Lungo i fianchi dell'aula si trovano gli accessi alle due cappelle maggiori, dotate di una propria autonomia architettonica e spaziale: la cappella di San Bernardo (o cappella Brenzoni) sulla destra e la cappella della Madonna sulla sinistra. Nei bracci dello pseudo-transetto si trovano altre due cappelle: la cappella Alighieri a destra, e la cappella di San Giuseppe, con il mausoleo Della Torre, a sinistra. Lungo le pareti si trovano poi i seguenti altari: sulla destra vi sono l'altare Nichesola, l'altare di San Raffaele e l'altare di San Francesco, mentre sul lato opposto trovano spazio il mausoleo Brenzoni, l'altare di San Nicola e l'altare di San Giuseppe (o dei Marangoni).

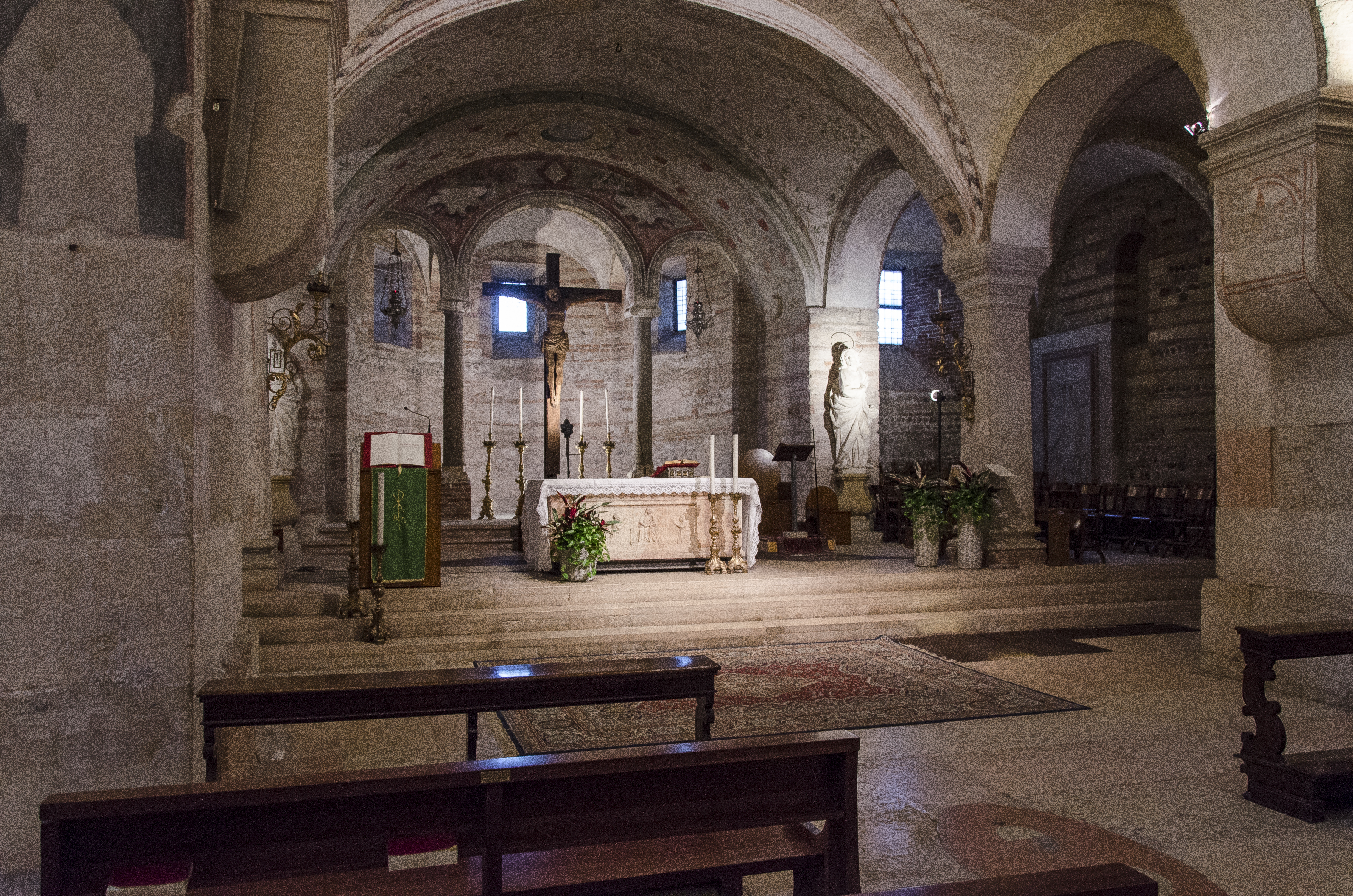
L'interno della chiesa inferiore

Sotto lo spazio dell'aula e del presbiterio si sviluppa la "chiesa inferiore", a tre navate ritmate da due file di sostegni, dove pilastri quadrati sono alternati a pilastri cruciformi; la navata centrale tuttavia è bipartita da una sequenza di pilastrini allineati lungo l'asse centrale. A concludere l'ambiente si trova il presbiterio, sopraelevato di tre gradini e terminante in tre absidi a sviluppo semicircolare, di cui quella centrale di dimensioni maggiori e caratterizzata dalla presenza di un pregevole crocifisso ligneo del XVI secolo. Due cappelle si trovano infine nei bracci dello pseudo transetto. L'ambiente è coperto da volte a crociera in muratura, che si impostato su arcate decorate da fiori a sei petali, simboli benedettini. Su pareti e pilastri si conservano alcuni affreschi di carattere votivo databili tra l'XI al XVI secolo.

#### Altare Nichesola
L'altare, in stile rinascimentale, fu trasferito in questa chiesa nel 1816 dalla ex-parrocchia di San Fermo al Ponte.
La lunetta con la raffigurazione di un santo vescovo è un affresco di Domenico Brusasorzi e risale al XVI secolo.
La pala d'altare rappresenta la Vergine con il bambin Gesù e i santi Brandano e Gregorio ed è opera di Sante Creara (XVI secolo).

#### Cappella Brenzoni
L'arco di ingresso è decorato con l'affresco, molto deteriorato, con l'Albero di san Bonaventura, più in alto un'Annunciazione, risalenti entrambi al XIV secolo.
Entrando, sulla destra, si incontra il Monumento a Bernardo Brenzoni ed un affresco di periodo romanico del XIII secolo.
L'altare fu eretto verso il 1570 dai Verità, mentre la pala d'altare è opera di Antonio Elenetti rappresenta in alto la Vergine con Gesù bambino, mentre in basso San Fermo e san Rustico ed è un lavoro del XVIII secolo.
Sulla sinistra della cappella è presente l'urna pensile di Barnaba da Morano, morto nel 1411, lavoro di Antonio da Mestre.  Inoltre è presente il Giudizio universale, probabilmente ultima opera di Martino da Verona, affresco staccato nel 1958 dalla facciata della chiesa perché molto deteriorato e posto qui, come era in origine.
Infine si può vedere la tavola realizzata nel 1484 da Francesco Bonsignori che raffigura la Vergine in trono tra un santo vescovo e Giobbe.

#### Angeli osannanti
Durante i lavori di restauro nel 1909 furono ritrovati, coperti da scialbatura, dei lacerti di affresco con angeli osannanti, ultimo avanzo di una grande opera di Stefano da Verona, realizzata nella prima metà del XV secolo.

#### Pulpito

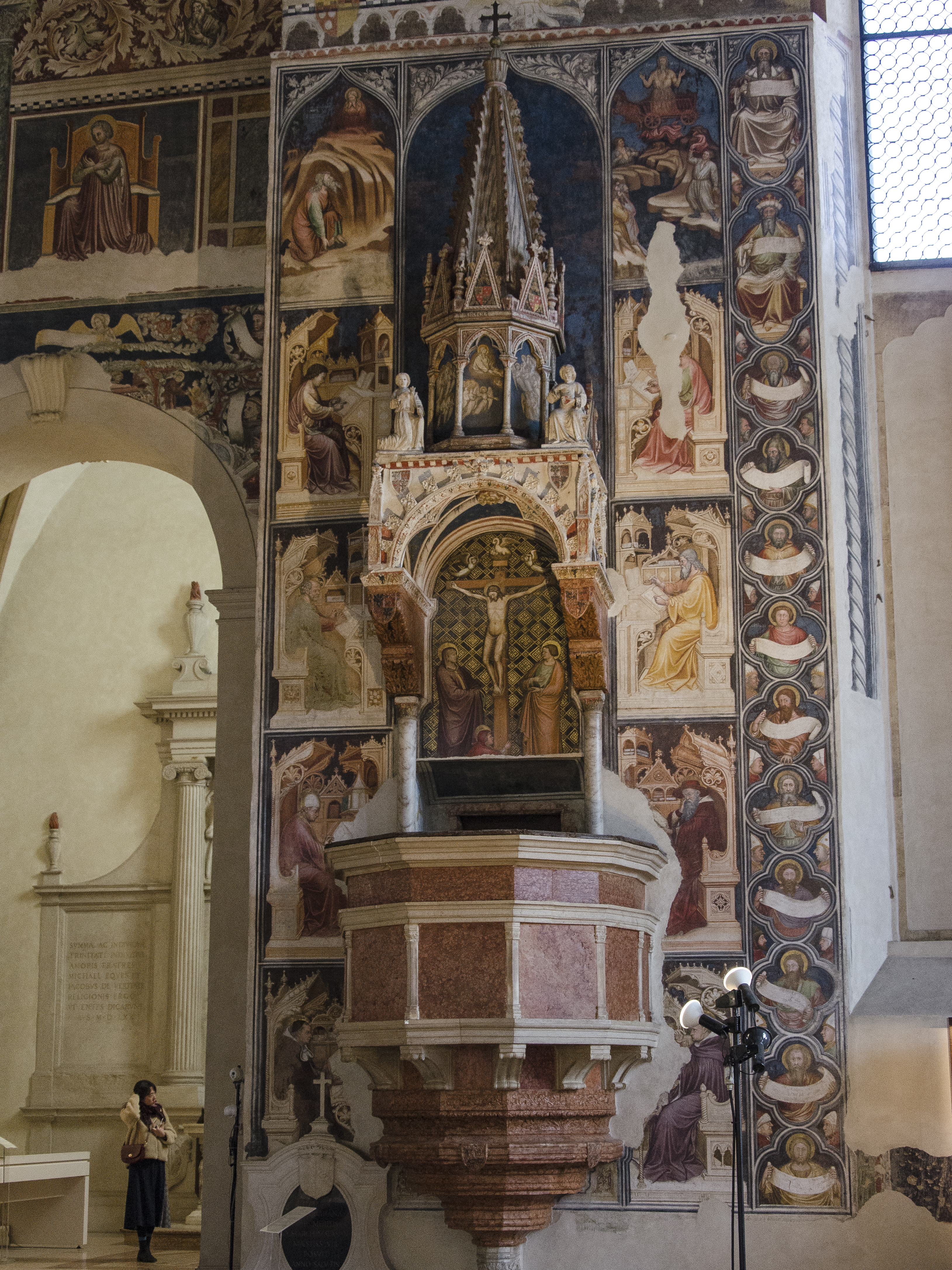
Pulpito con gli affreschi di Martino di Verona.

Il pulpito è in marmo bianco e rosso ed è lavoro di Antonio da Mestre, completato nel 1396. Tutto intorno si possono ammirare affreschi di Martino da Verona, terminati anch'essi nello stesso anno.

#### Altare di san Raffaele
Sulla sinistra mausoleo di Torello Saraina, primo storico della città di Verona, morto nel 1550. Sotto la mensa dell'altare vi è una Deposizione del XV secolo.
La pala è un lavoro di Francesco Torbido, pittore veronese del XVI secolo e raffigura la Santa Trinità, la Vergine, l'Arcangelo Raffaele e il piccolo Tobia.

#### Altare di San Francesco
L'altare fu realizzato nel XVIII secolo; la pala d'altare è opera di Giovanni Battista Bellotti e raffigura la Vergine con Gesù bambino e san Francesco.
Sotto la mensa sono conservate le reliquie del romito san Gualfardo, morto nel 1127.

#### Cappella Alighieri
La cappella si trova alla destra del transetto. Inizialmente di proprietà della famiglia Bevilacqua Lazise che proprio per questo luogo commissionò al giovane Paolo Veronese la nota pala d’altare attualmente conservata nel museo di Castelvecchio. Col passaggio di proprietà divenne il luogo di sepoltura della famiglia Alighieri. Qui sono sepolti gli ultimi discendenti diretti di Dante. Gli affreschi sopra il timpano illustrano storie francescane. La pala d'altare è opera di Giovanni Battista del Moro.

#### Piccola abside a destra
Nella piccola abside posta completamente sulla destra è visibile un Crocifisso ligneo risalente al XVIII secolo e, a lato, Addolorata con San Giovanni risalente al XIV secolo.

#### Cappella degli agonizzanti
La pala d'altare è opera del XVI secolo di Domenico Brusasorzi.

#### Cappella di Sant'Antonio
Vi è conservata una pala, opera di Liberale da Verona, che raffigura Sant'Antonio tra sant'Agostino e san Nicolò. Nel transetto sinistro sono presenti degli affreschi di scuola veronese del XIV secolo.

#### Portale laterale
Sopra la porta laterale vi è un affresco con una Crocifissione, opera attribuita alla scuola di Turone di Maxio e risalente al 1363.

#### Altare di san Nicola
L'altare è del 1535 e la pala con San Nicola, patrono dei naviganti, sant'Agostino e sant'Antonio abate è lavoro di Giovanni Battista d'Angelo.

#### Mausoleo Brenzoni

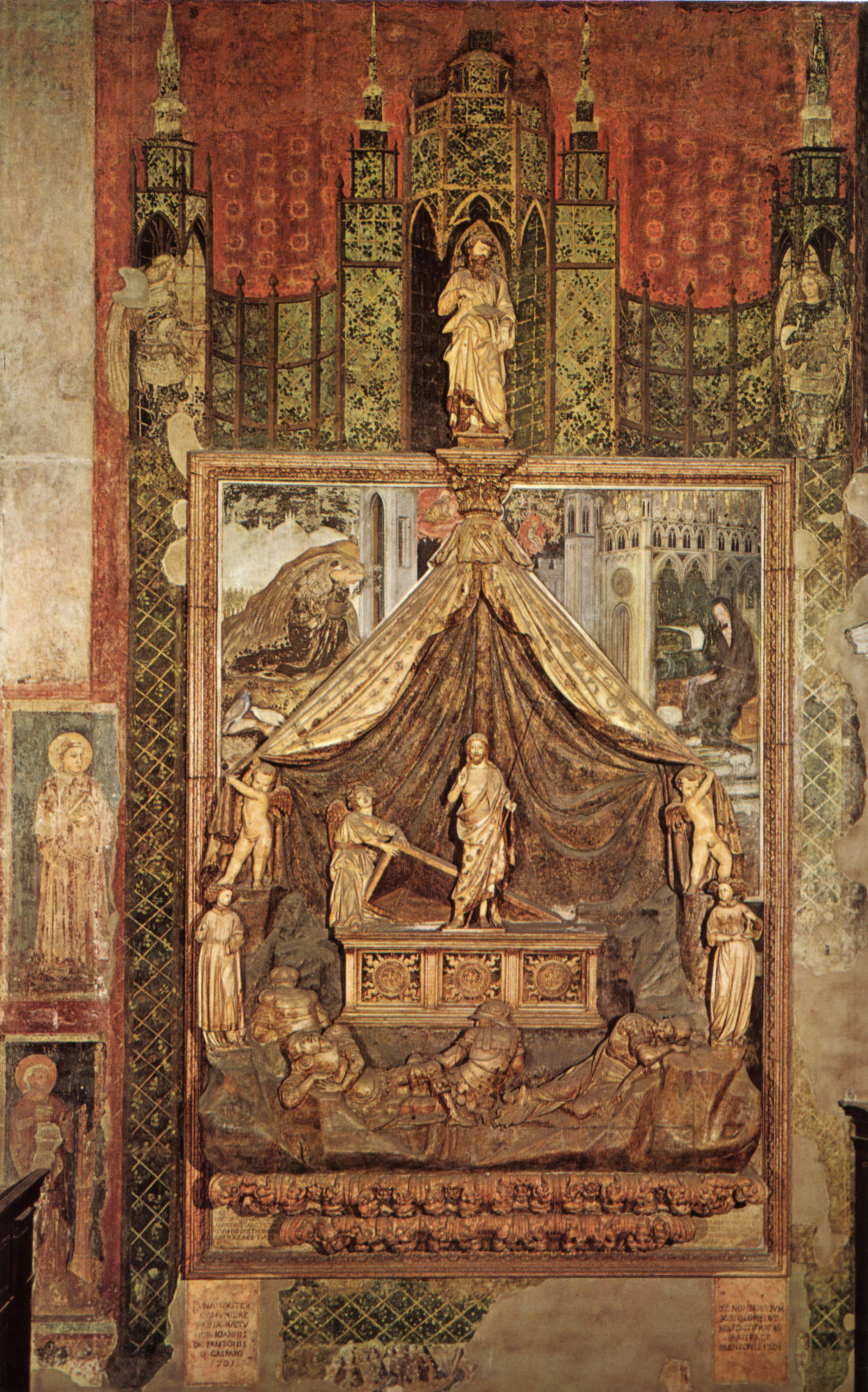
Il mausoleo Brenzoni.

Il mausoleo risale al 1426 ed è opera dello scultore fiorentino Nanni di Bartolo detto il Rosso. Il monumento rappresenta la Risurrezione.
Il Pisanello affrescò i lati del baldacchino con raffigurazioni della Vergine Annunciata e l'Arcangelo Gabriele, mentre in alto dipinse gli Arcangeli Raffaele e Michele.

### Organo
Nella chiesa è presente un organo a canne costruito nel 1912 dall'organaro Domenico Farinati. Originariamente collocato a pavimento nell'abside, lo strumento è stato successivamente spostato nel transetto sinistro, dove si trova attualmente.
Si tratta di un pregevole esempio di arte organaria del primo Novecento. Restaurato nel 2014 per ripristinarne la piena funzionalità, l'organo è oggi utilizzato regolarmente durante le celebrazioni liturgiche e per eventi musicali.
Disposizione fonica attuale:
| I - Grand'Organo |        | II - Espressivo |        | Pedale  |     |
| ---------------- | ------ | --------------- | ------ | ------- | --- |
| Principale       | 8'     | Eufonio         | 8'     | Bordone | 16' |
| Ottava           | 4'     | Bordone         | 8'     | Basso   | 8'  |
| Sesquialtera     | 2 file | Flauto          | 4'     | Tromba  | 8'  |
| Ripieno          | 4 file | Ottavino        | 2'     | Tromba  | 4'  |
| Flauto           | 8'     | Mistura         | 3 file |         |     |
| Dulciana         | 8'     | Voce celeste    | 8'     |         |     |
|                  |        | Tromba          | 8'     |         |     |